# 博爾德角
博爾德角（英語：Boulder Point），是南極洲的海岬，位於葛拉漢地西岸，處於斯托寧頓島南端，在1940年由美國探險隊測量，該海岬現時由南極條約體系管理。